# Péninsule de Palos Verdes
La péninsule de Palos Verdes, en anglais Palos Verdes Peninsula, est une péninsule des États-Unis qui s'avance dans l'océan Pacifique dans le Sud de l'agglomération de Los Angeles. Elle délimite la baie de Santa Monica au nord de celle de San Pedro à l'est et fait face à l'Île Santa Catalina des Channel Islands au sud-ouest.
Essentiellement urbanisée, elle comporte de nombreux lotissements huppés mais aussi des parcs, réserves, golfs, musées, aquariums, plages, campings, etc.